# Lư Dương
Lư Dương (chữ Hán giản thể: 庐阳区, âm Hán Việt: Lư Dương khu) là một quận thuộc địa cấp thị Hợp Phì, tỉnh An Huy, Cộng hòa Nhân dân Trung Hoa. Quận Lư Dương có diện tích 136,86 km2, dân số 371.400 người. Về mặt hành chính, quận này được chia thành 11 nhai đạo biện sự xứ, 1 trấn, 1 hương. 
- Nhai đạo biện sự xứ: Hạnh Hoa, Tam Bà Lâu, Quang Minh, huyện Kiều, Bạc Châu Lộ, Thọ Xuân Lộ, Song Cương, Ích Dân, An Khánh Lộ, Tiêu Dao Tân, Cổ Lâu.
- Trấn: Đại Dương.
- Hương: Tam Thập Cương.